# Daihatsu Max Cuore

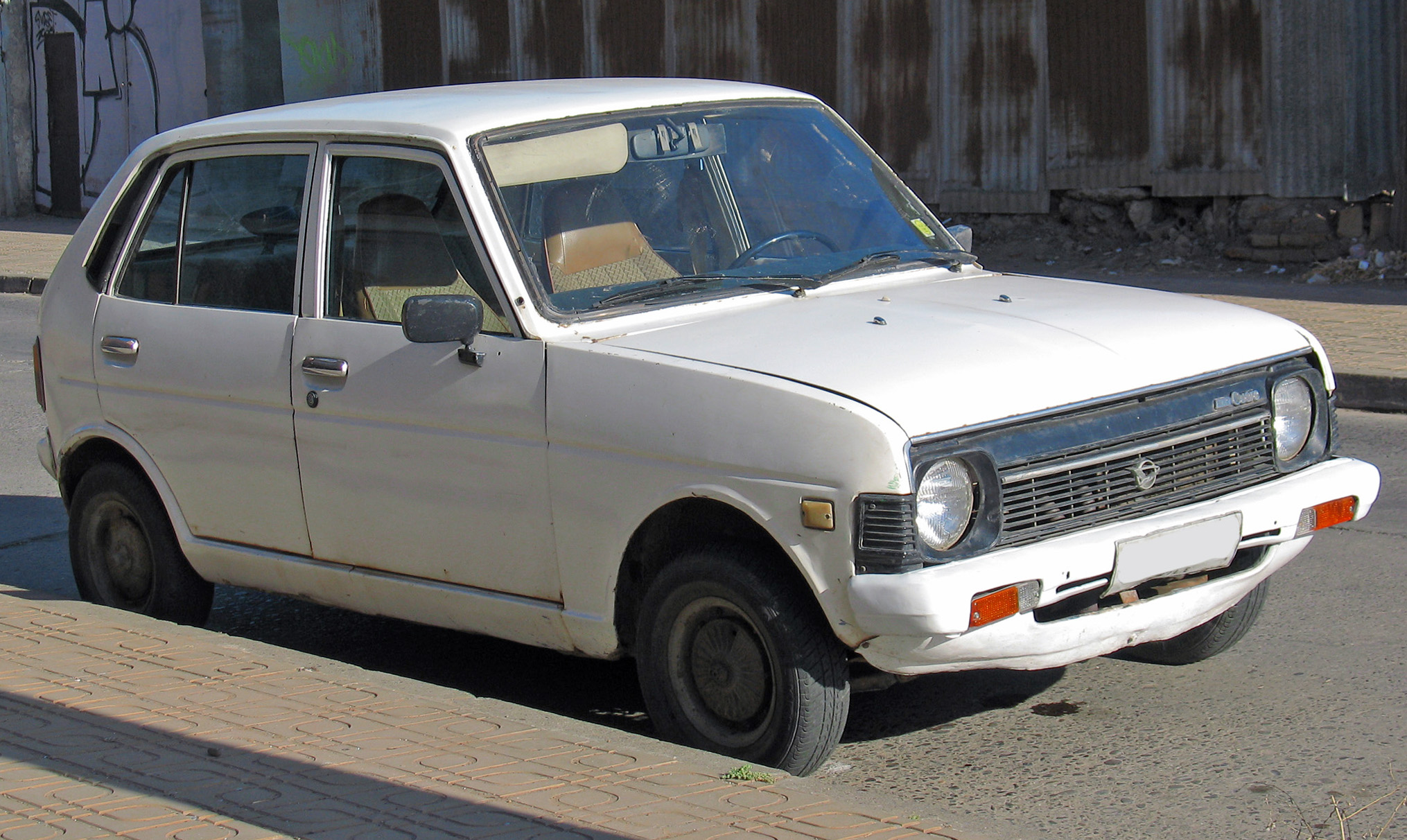
Daihatsu Max Cuore (1981)

De Daihatsu Max Cuore was een stadsauto of Kei car van de Japanse fabrikant Daihatsu. Het model werd in april 1970 gepresenteerd met de typeaanduiding Fellow Max en was vanaf oktober 1978 in Nederland leverbaar als Cuore.

## Geschiedenis
In 1966 werd het voorgangermodel Fellow gepresenteerd. Technisch gezien was deze gerelateerd aan de Hijet. De exportbenaming was Daihatsu 360.
In april 1970 werd de tweede generatie gepresenteerd onder de naam Fellow Max. Aangeboden werden een basismodel als twee- en vierdeurs sedan, een driedeurs stationwagen en hardtop-coupé, verder een opgevoerde variant genaamd Fellow Max SS als sedan en coupé. Daarnaast was er ook een Fellow Buggy.
Vanaf 1977 werden alle modellen Max Cuore genoemd. Het model was vanaf oktober 1978 in Nederland leverbaar in twee uitvoeringen (beide vierdeurs): de Cuore en de Cuore Special. De Special was geheel gelijk aan de Cuore maar had als extra's een radio, metallic lak, flankstrepen en chroomstrips rond de voor- en achterruit.
Voor de aandrijving zorgde een voorin geplaatste watergekoelde tweecilindermotor die de voorwielen aandreef via een vierversnellingsbak. De auto had een bovenliggende nokkenas die werd aangedreven door een getande riem, terwijl twee tegen de krukas in draaiende balansassen voor een rustige loop zorgden.
In 1980 werd als opvolger de Daihatsu Cuore gepresenteerd.

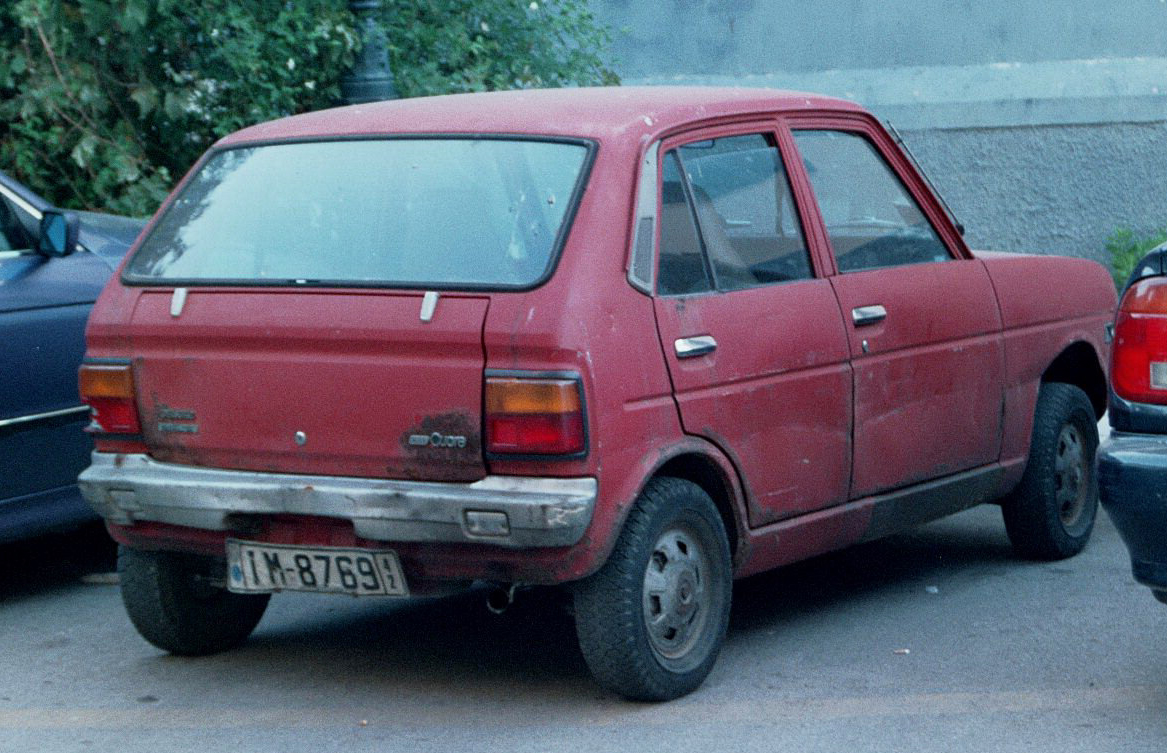
Max Cuore vierdeurs
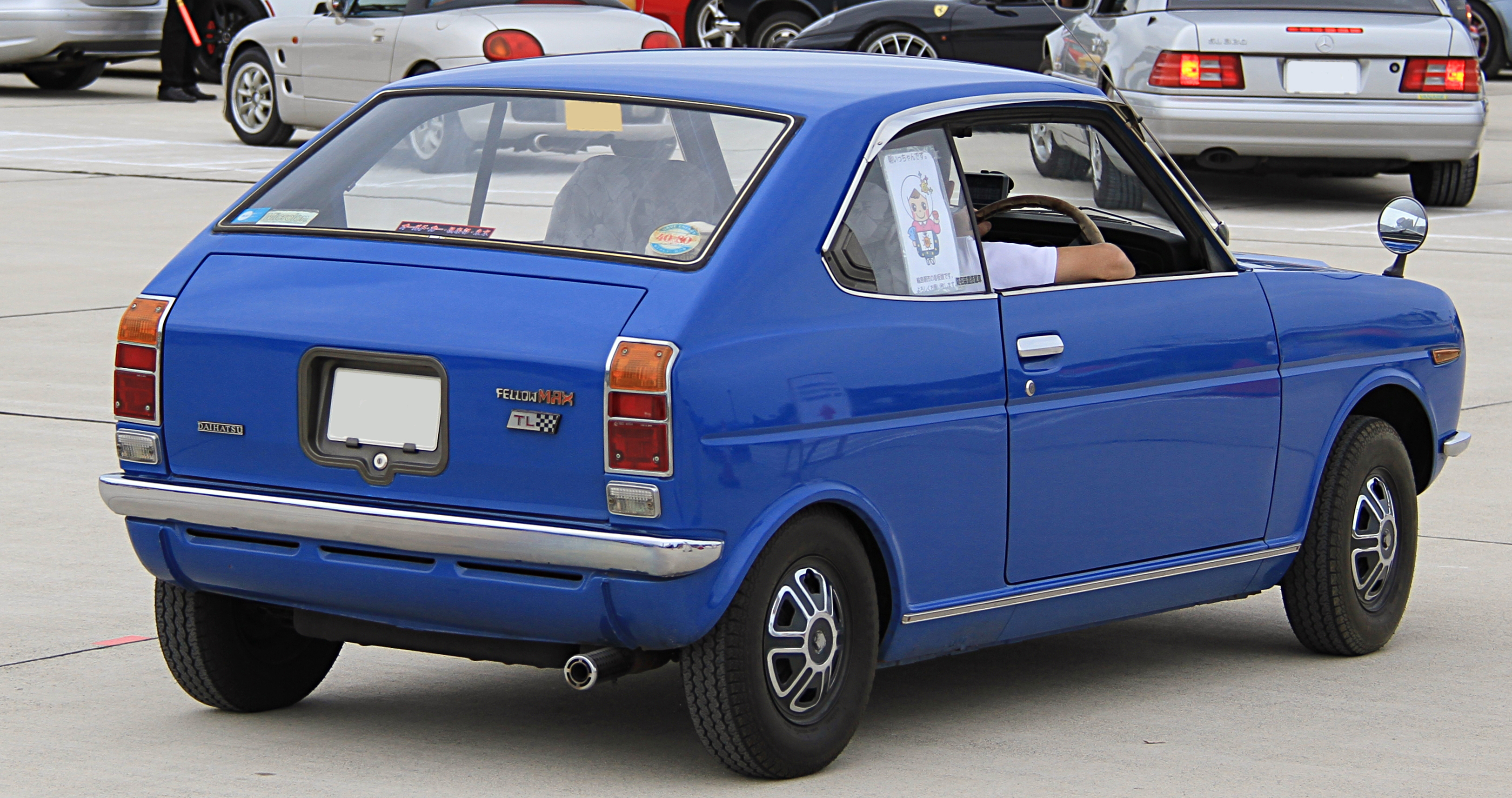
Fellow Max hardtop coupé
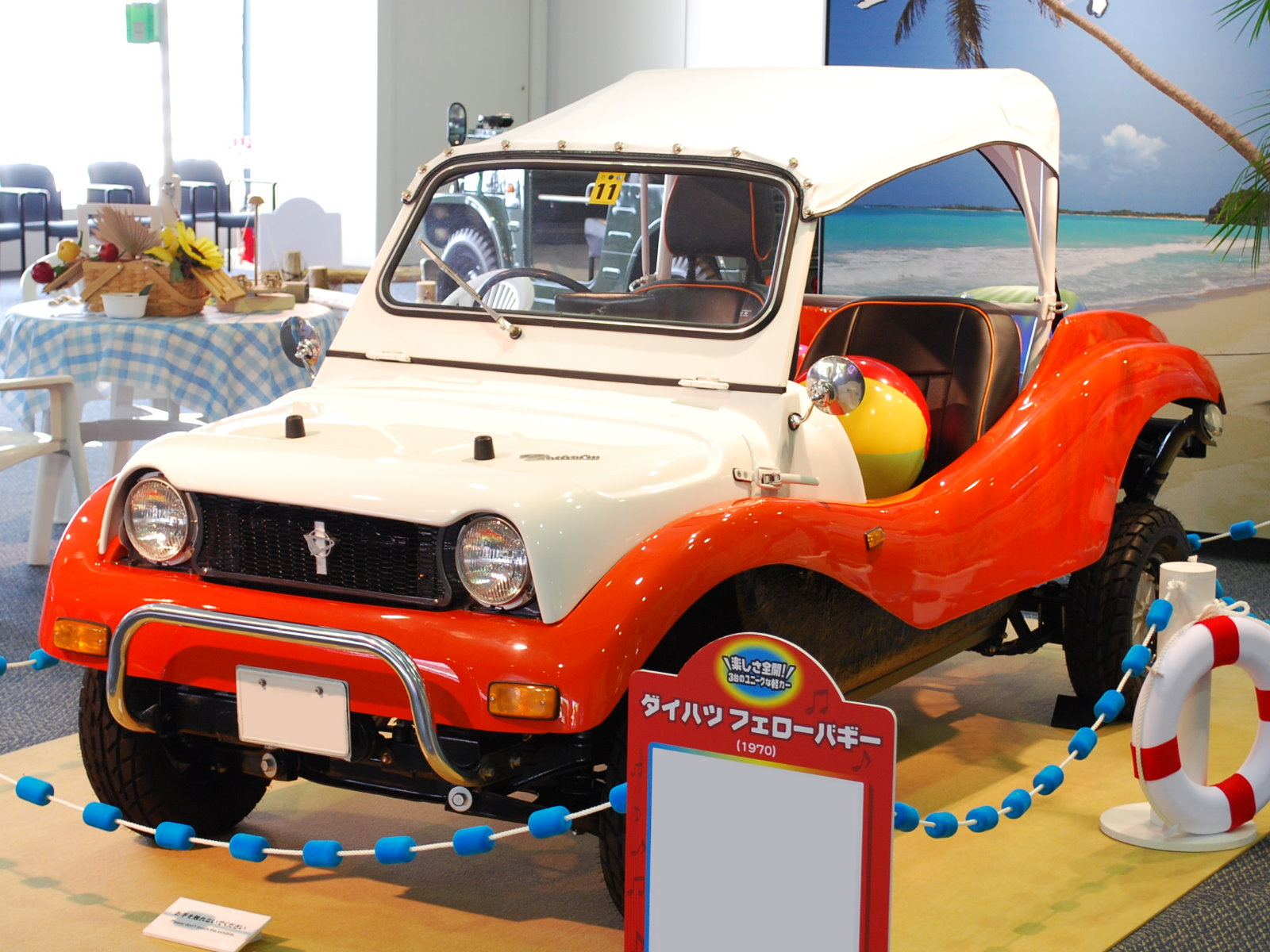
Fellow Buggy

In productie:
Copen ·
Cuore ·
Hijet ·
Materia ·
Sirion ·
Terios ·
Trevis
Concepts:
Mud Master C
Niet meer in productie:
Applause ·
Charade ·
Charmant ·
Consorte ·
Compagno ·
Fellow ·
Feroza ·
Gran Move ·
Max Cuore ·
Move ·
Rocky ·
Taft ·
Valéra ·
YRV